# Ronny Beblik
Ronny Beblik (* 12. Mai 1986 in Karl-Marx-Stadt) ist ein ehemaliger deutscher Boxer.

## Karriere
Ronny Beblik besuchte von 2001 bis 2004 die Sportmittelschule Chemnitz und begann im Alter von 14 Jahren mit dem Boxsport. Er wurde Mitglied des BC Chemnitz 94 und wurde dort von Olaf Leib trainiert. Er wurde auch Mitglied der Sportfördergruppe der Bundeswehr in Bruchsal, wo er von Roland Kubath trainiert wurde. 2016 trug er den Dienstgrad Oberfeldwebel.
Er wurde 2004 und 2005 Deutscher Meister im Halbfliegengewicht, sowie 2006, 2008, 2009, 2011 und 2015 Deutscher Meister im Fliegengewicht. 2007, 2010, 2013 und 2014 wurde er jeweils Vizemeister, sowie 2016 Dritter. Für den BC Chemnitz boxte er in der 1. Bundesliga, sowie 2011 für die Teams Memphis Force und Leipzig Leopards, 2014 für das Team Germany und 2016 für die British Lionhearts jeweils in der World Series of Boxing.
Er gewann darüber hinaus mehrere internationale Turniere, darunter das Tammer-Turnier 2007, sowie den Chemiepokal 2007, 2009 und 2013. Er besiegte dabei unter anderem Andrew Selby, Walid Cherif, Pürewdordschiin Serdamba, Alexander Riscan, Michail Alojan, Rafikjon Sultonov, Suranjoy Singh und Samir Brahimi.
Bei den EU-Meisterschaften 2006 unterlag er im Halbfinale gegen Łukasz Maszczyk und gewann Bronze, während er bei den Europameisterschaften 2006 im ersten Kampf an Mumin Veli scheiterte. Bei den Weltmeisterschaften 2007 in Chicago schied er in der zweiten Vorrunde gegen Jitender Kumar aus.
Seinen größten Erfolg erzielte er dann bei den Weltmeisterschaften 2009 in Mailand, als er durch Siege gegen Bato-Munko Wankejew, Alexander Alexandrow und Khalid Yafai das Halbfinale erreichte und dort gegen McWilliams Arroyo mit einer Bronzemedaille ausschied. Beim Europacup 2010 in der Ukraine gewann er nach einer Finalniederlage gegen Nordine Oubaali Silber, zudem gewann er ebenfalls Bronze bei den Europameisterschaften 2010 in Moskau, als er diesmal im Halbfinale gegen Khalid Yafai unterlegen war.
Bei den Weltmeisterschaften 2011 schied er gegen Salomo N’tuve aus, gewann jedoch 2012 die Goldmedaille bei den Europäischen Militärmeisterschaften in Estland. Bei den Europameisterschaften 2013 konnte er unter anderem Charlie Edwards bezwingen, verlor jedoch beim Kampf um den Einzug in die Medaillenränge gegen Andrew Selby.
Im September 2017 erklärte er seinen Rücktritt vom Boxsport und hatte bis dahin laut eigener Aussage rund 200 Kämpfe bestritten. 2018/19 kehrte er in den Ring zurück und boxte für die Mannschaft des BC Chemnitz in der 2. Bundesliga.